# Campeonato Europeo de Piragüismo en Aguas Tranquilas de 2002
El V Campeonato Europeo de Piragüismo en Aguas Tranquilas se celebró en Szeged (Hungría) en el año 2002 bajo la organización de la Asociación Europea de Piragüismo (ECA) y la Federación Húngara de Piragüismo.
Las competiciones se realizaron en el canal de piragüismo Maty-ér, ubicado al sudoeste de la ciudad húngara.

## Medallistas

### Masculino
| Evento    | Oro                                                                                       | Plata | Bronce                                                                                          |
| --------- | ----------------------------------------------------------------------------------------- | --- | ----------------------------------------------------------------------------------------------- |
| K1 200 m  | Ronald Rauhe · Alemania · 35,201 s                                                        | Vince Fehérvári · Hungría · 35,441 s                                                                            | Romualdas Petrukanecas · Lituania · 35,621 s                                                    |
| K2 200 m  | Vince Fehérvári · Róbert Hegedűs · Hungría · 32,382                                       | Ronald Rauhe · Tim Wieskötter · Alemania · 32,546                                                               | Marek Twardowski · Adam Wysocki · Polonia · 32,554                                              |
| K4 200 m  | Juraj Lipták · Martin Chorváth · Ladislav Belovič · Rastislav Kužel · Eslovaquia · 30,414 | Manuel Muñoz Arestoy · Jaime Acuña Iglesias · Oier Aizpurua Aranzadi · Aike González Comesaña · España · 30,482 | Vince Fehérvári · Róbert Hegedűs · Gábor Horváth · István Beé · Hungría · 30,518                |
| K1 500 m  | Ákos Vereckei · Hungría · 1:36,868                                                        | Petar Merkov Bulgaria 1:36,924                                                                                  | Jovino González Comesaña · España · 1:37,440                                                    |
| K2 500 m  | Ronald Rauhe · Tim Wieskötter · Alemania · 1:26,971                                       | Zoltán Kammerer · Botond Storcz · Hungría · 1:27,047                                                            | Henrik Nilsson · Markus Oscarsson · Suecia · 1:27,263                                           |
| K4 500 m  | Michal Riszdorfer · Juraj Bača · Richard Riszdorfer · Erik Vlček · Eslovaquia · 1:19,650  | Lajos Gyökös · Zsombor Borhi · Róbert Hegedűs · Roland Kökény · Hungría · 1:20,278                              | Franco Benedini · Andrea Facchin · Luca Piemonte · Antonio Rossi · Italia · 1:20,350            |
| K1 1000 m | Tim Brabants Reino Unido 3:34,148                                                         | Adam Seroczyński · Polonia · 3:34,226                                                                           | Lutz Liwowski · Alemania · 3:34,616                                                             |
| K2 1000 m | Markus Oscarsson · Henrik Nilsson · Suecia · 3:11,931                                     | Juraj Kadnár · Róbert Erban · Eslovaquia · 3:13,545                                                             | Eirik Verås Larsen · Nils Olav Fjeldheim · Noruega · 3:13,665                                   |
| K4 1000 m | Michal Riszdorfer · Juraj Bača · Richard Riszdorfer · Erik Vlček · Eslovaquia · 2:51,446  | Zoltán Kammerer · Botond Storcz · Gábor Horváth · Roland Kökény · Hungría · 2:52,748                            | Milko Kazanov Ivan Jristov Petar Merkov Yordan Yordanov Bulgaria 2:52,754                       |
| C1 200 m  | Maxim Opalev · Rusia · 39,904                                                             | Andrzej Jezierski · Polonia · 40,748                                                                            | Sándor Malomsoki · Hungría · 40,988                                                             |
| C2 200 m  | Miklós Buzál · Attila Végh · Hungría · 36,899                                             | Petr Fuksa · Petr Netušil · República Checa · 36,971                                                            | Mihail Vartolomei · Ionel Averian · Rumania · 37,011                                            |
| C4 200 m  | Maxim Opalev · Serguei Uleguin · Alexandr Kostoglod · Roman Krugliakov · Rusia · 33,854   | László Vasali · Gábor Iván · Sándor Malomsoki · György Kolonics · Hungría · 33,886                              | Petr Fuksa · Jan Břečka · Karel Kožíšek · Petr Procházka · República Checa · 34,322             |
| C1 500 m  | Maxim Opalev · Rusia · 1:45,614                                                           | Andreas Dittmer · Alemania · 1:46,826                                                                           | Martin Doktor · República Checa · 1:48,038                                                      |
| C2 500 m  | Serguei Uleguin · Alexandr Kostoglod · Rusia · 1:38,502                                   | Silviu Simioncencu · Florin Popescu · Rumania · 1:39,650                                                        | Tomasz Wylenzek · Christian Gille · Alemania · 1:40,866                                         |
| C4 500 m  | Gábor Iván · Béla Belicza · György Kozmann · Sándor Malomsoki · Hungría · 1:29,956        | Konstantin Fomichov · Roman Krugliakov · Alexandr Artemida · Alexei Volkonski · Rusia · 1:30,424                | Șamil Grigore · Mihail Vartolomei · Ionel Averian · Iosif Anisim · Rumania · 1:30,640           |
| C1 1000 m | Andreas Dittmer · Alemania · 3:58,103                                                     | Maxim Opalev · Rusia · 3:58,979                                                                                 | Stanimir Atanasov Bulgaria 4:00,893                                                             |
| C2 1000 m | Silviu Simioncencu · Florin Popescu · Rumania · 3:38,607                                  | Marcin Kobierski · Michał Śliwiński · Polonia · 3:38,727                                                        | Serguei Uleguin · Alexandr Kostoglod · Rusia · 3:38,859                                         |
| C4 1000 m | Ferenc Novák · György Kozmann · Béla Belicza · Gábor Iván · Hungría · 3:18,790            | Șamil Grigore · Mitică Pricop · Ionel Averian · Iosif Anisim · Rumania · 3:20,146                               | Konstantin Fomichov · Roman Krugliakov · Dmitri Sergueyev · Alexei Volkonski · Rusia · 3:20,674 |

### Femenino
| Evento    | Oro | Plata | Bronce                                                                                               |
| --------- | --- | --- | --- |
| K1 200 m  | María Teresa Portela · España · 40,319 s                                                                      | Aneta Pastuszka · Polonia · 40,563 s                                                                            | Rachel Train Reino Unido 41,227 s                                                                    |
| K2 200 m  | Beatriz Manchón Portillo · Sonia Molanes Costa · España · 37,145                                              | Joanna Skowroń · Aneta Pastuszka · Polonia · 37,529                                                             | Natalia Guli · Galina Poryvayeva · Rusia · 37,637                                                    |
| K4 200 m  | María Isabel García · María Teresa Portela · Beatriz Manchón Portillo · Sonia Molanes Costa · España · 34,317 | Natasa Janics · Kinga Bóta · Szilvia Szabó · Tímea Paksy · Hungría · 34,521                                     | Natalia Guli · Galina Poryvayeva · Olga Tishchenko · Marina Yatsun · Rusia · 35,165                  |
| K1 500 m  | Katalin Kovács · Hungría · 1:47,343                                                                           | Josefa Idem · Italia · 1:48,703                                                                                 | Elżbieta Urbańczyk · Polonia · 1:49,963                                                              |
| K2 500 m  | Joanna Skowroń · Aneta Pastuszka · Polonia · 1:37,987                                                         | Szilvia Szabó · Kinga Bóta · Hungría · 1:39,087                                                                 | Beatriz Manchón Portillo · Sonia Molanes Costa · España · 1:39,795                                   |
| K4 500 m  | Szilvia Szabó · Kinga Bóta · Katalin Kovács · Erzsébet Viski · Hungría · 1:30,765                             | Beatriz Manchón Portillo · Sonia Molanes Costa · María Isabel García · María Teresa Portela · España · 1:32,049 | Joanna Skowroń · Aneta Pastuszka · Aneta Białkowska · Karolina Sadalska · Polonia · 1:33,077         |
| K1 1000 m | Katalin Kovács · Hungría · 3:55,298                                                                           | Josefa Idem · Italia · 3:57,842                                                                                 | Katrin Wagner · Alemania · 3:59,432                                                                  |
| K2 1000 m | Szilvia Szabó · Kinga Bóta · Hungría · 3:38,283                                                               | Joanna Skowroń · Aneta Białkowska · Polonia · 3:39,968                                                          | Manuela Mucke · Nadine Opgen-Rhein · Alemania · 3:40,172                                             |
| K4 1000 m | Tímea Paksy · Katalin Móni · Alexandra Keresztesi · Erzsébet Viski · Hungría · 3:21,280                       | Florica Vulpeș · Lidia Rusănescu · Mariana Ciobanu · Alina Ciurescu · Rumania · 3:23,674                        | Karolina Sadalska · Dorota Kuczkowska · Małgorzata Czajczyńska · Iwona Pyżalska · Polonia · 3:26,500 |

## Medallero
| Núm. | País            | Oro | Plata | Bronce | Total |
| ---- | --------------- | --- | ----- | ------ | ----- |
| 1    | Hungría         | 10  | 7     | 2      | 19    |
| 2    | Rusia           | 4   | 2     | 4      | 10    |
| 3    | Alemania        | 3   | 2     | 4      | 9     |
| 4    | España          | 3   | 2     | 2      | 7     |
| 5    | Eslovaquia      | 3   | 1     | 0      | 4     |
| 6    | Polonia         | 1   | 6     | 4      | 11    |
| 7    | Rumania         | 1   | 3     | 2      | 6     |
| 8    | Reino Unido     | 1   | 0     | 1      | 2     |
| 8    | Suecia          | 1   | 0     | 1      | 2     |
| 10   | Italia          | 0   | 2     | 1      | 3     |
| 11   | Bulgaria        | 0   | 1     | 2      | 3     |
| 11   | República Checa | 0   | 1     | 2      | 3     |
| 13   | Lituania        | 0   | 0     | 1      | 1     |
| 13   | Noruega         | 0   | 0     | 1      | 1     |
|      | TOTAL           | 27  | 27    | 27     | 81    |